# عمر جعرون
عمر جعرون (ولد في 10 ديسمبر 1983 في مدينة الكويت) لاعب كرة قدم فلسطيني من مدينة طولكرم الفلسطينية. يجيد اللعب في مركز قلب الدفاع مع منتخب فلسطين الوطني ونادي أوتاوا فيوري في دوري أمريكا الشمالية لكرة القدم.
ولد في مدينة الكويت لوالدين فلسطينيين من مدينة طولكرم الفلسطينية، وعند اندلاع حرب الخليج الثانية هاجر إلى الولايات المتحدة عام 1990. لعب مباراته الأولى مع فلسطين في 2007 ضمن تصفيات كأس العالم 2010.

## روابط خارجية
- عمر جعرون على موقع الاتحاد الدولي (مؤرشف)  (الإنجليزية)
- عمر جعرون على موقع قاعدة بيانات كرة القدم.إي يو (الإنجليزية)
- عمر جعرون على موقع ناشيونال فوتبول تيمز (الإنجليزية)